# Gyllingesjön
Gyllingesjön är en sjö i Jönköpings kommun och Ödeshögs kommun i Östergötland och ingår i Motala ströms huvudavrinningsområde. Sjön har en area på 0,116 kvadratkilometer och ligger 186,1 meter över havet. Vid provfiske har abborre, gädda, mört och ruda fångats i sjön.

## Delavrinningsområde
Gyllingesjön ingår i det delavrinningsområde (644283-142762) som SMHI kallar för Mynnar i Vättern. Medelhöjden är 207 meter över havet och ytan är 7,95 kvadratkilometer. Det finns inga avrinningsområden uppströms utan avrinningsområdet är högsta punkten. Vattendraget som avvattnar avrinningsområdet har biflödesordning 2, vilket innebär att vattnet flödar genom totalt 2 vattendrag innan det når havet efter 181 kilometer. Avrinningsområdet består mestadels av skog (66 procent), öppen mark (10 procent) och jordbruk (18 procent). Avrinningsområdet har 0,12 kvadratkilometer vattenytor vilket ger det en sjöprocent på 1,4 procent.